# NGC 2343
NGC 2343 je otevřená hvězdokupa v souhvězdí Jednorožce. Od Země je vzdálená asi 3 400 světelných let a její stáří se odhaduje na 13 milionů let. Objevil ji William Herschel 10. ledna 1785.

## Pozorování
Hvězdokupa leží v jižní části souhvězdí a její nejjasnější hvězda má hvězdnou velikost 8,5. I menší dalekohledy rozeznají několik jejích nejjasnějších hvězd a středně velký dalekohled jich ukáže dvě desítky. Hvězdokupa má nápadně trojúhelníkový tvar. Přibližně 40′ severovýchodně od ní leží podobně jasná otevřená hvězdokupa NGC 2335.